# 聖海倫錦魚
聖海倫錦魚，為輻鰭魚綱鱸形目隆頭魚亞目隆頭魚科的其中一種，分布於東南大西洋的聖赫勒拿島海域，體長可達20公分，生活習性不明。